# Bang Dae-du
Bang Dae-du est un lutteur sud-coréen spécialiste de la lutte gréco-romaine né le 14 octobre 1954.

## Biographie
Bang Dae-du participe aux Jeux olympiques d'été de 1984 à Los Angeles dans la catégorie des poids mouches et remporte la médaille de bronze. Il remporte également une médaille de bronze lors des championnats du monde 1982.